# Gouvernance multipartite
 (mai 2020).
La mise en forme du texte ne suit pas les recommandations de Wikipédia : il faut le « wikifier ».
Les points d'amélioration suivants sont les cas les plus fréquents. Le détail des points à revoir est peut-être précisé sur la page de discussion.
- Les titres sont pré-formatés par le logiciel. Ils ne sont ni en capitales, ni en gras.
- Le texte ne doit pas être écrit en capitales (les noms de famille non plus), ni en gras, ni en italique, ni en « petit »…
- Le gras n'est utilisé que pour surligner le titre de l'article dans l'introduction, une seule fois.
- L'italique est rarement utilisé : mots en langue étrangère, titres d'œuvres, noms de bateaux, etc.
- Les citations ne sont pas en italique mais en corps de texte normal. Elles sont entourées par des guillemets français : « et ».
- Les listes à puces sont à éviter, des paragraphes rédigés étant largement préférés. Les tableaux sont à réserver à la présentation de données structurées (résultats, etc.).
- Les appels de note de bas de page (petits chiffres en exposant, introduits par l'outil «  Source ») sont à placer entre la fin de phrase et le point final[comme ça].
- Les liens internes (vers d'autres articles de Wikipédia) sont à choisir avec parcimonie. Créez des liens vers des articles approfondissant le sujet. Les termes génériques sans rapport avec le sujet sont à éviter, ainsi que les répétitions de liens vers un même terme.
- Les liens externes sont à placer uniquement dans une section « Liens externes », à la fin de l'article. Ces liens sont à choisir avec parcimonie suivant les règles définies. Si un lien sert de source à l'article, son insertion dans le texte est à faire par les notes de bas de page.
- La présentation des références doit suivre les conventions bibliographiques. Il est recommandé d'utiliser les modèles {{Ouvrage}}, {{Chapitre}}, {{Article}}, {{Lien web}} et/ou {{Bibliographie}}. Le mode d'édition visuel peut mettre en forme automatiquement les références.
- Insérer une infobox (cadre d'informations à droite) n'est pas obligatoire pour parachever la mise en page.

Pour une aide détaillée, merci de consulter Aide:Wikification.
Si vous pensez que ces points ont été résolus, vous pouvez retirer ce bandeau et améliorer la mise en forme d'un autre article.
La gouvernance multipartite est un système de gouvernance. Son objectif est d'impliquer les parties prenantes dans le dialogue, le processus de prise de décision et la mise en œuvre des réponses à des problèmes que chacune reconnait. Le principe qui sous-tend une telle structure est que si les acteurs concernés par une question contribuent suffisamment à son traitement, la décision prise par consensus qui en découlera sera plus légitime et pourra être mise en œuvre de manière plus efficace qu'une réponse conventionnelle apportée par un État. Bien que la gouvernance multipartite a principalement lieu à l'échelle internationale, les partenariats public-privé (PPP) sont des équivalents nationaux.  
Les parties prenantes constituent un ensemble d'acteurs issus de différentes secteurs sociaux, politiques et économiques qui travaillent ensemble de leur plein gré pour agir sur un domaine physique, social, économique ou politique. L'éventail des acteurs peut inclure des sociétés multinationales, des gouvernements, des organismes de la société civile, des experts universitaires, des dirigeants communautaires, des personnalités religieuses, des personnalités des médias et d'autres groupes institutionnels. 
Une condition pour être considéré comme partie prenante est qu'un groupe multipartite doit comporter deux ou plusieurs acteurs issus de différents groupes sociaux, politiques ou économiques. Dans le cas contraire, ce groupe est une association commerciale (s'il n'est composé que d'entreprises), un organisme multilatéral (s'il n'est composé que de gouvernements), un organisme professionnel (s'il n'est composé que d'universitaires), etc. Presque tous les organismes multipartites comptent parmi leurs principaux membres au moins une société multinationale ou un organisme affilié à une entreprise et au moins une organisation de la société civile ou une alliance d'organisations de la société civile.  
La gouvernance multipartite peut également être désignée par les termes suivants : initiatives multipartites (MSI) , multipartenariat (MSH), processus multipartites (MSP), partenariats public-privé (PPP), accords de gouvernance informels et réglementation non étatique.        
En tant que forme de gouvernance mondiale en pleine mutation, seul un nombre limité d'organisations et d'institutions sont impliquées dans la gouvernance multipartite. Dans un certain nombre de domaines, des forces opposées contestent activement la légitimité, la responsabilité et l'efficacité de ces expériences d'évolution de la gouvernance mondiale. 

## Histoire  contemporaine et théorie
La théorie de la gestion des parties prenantes, la théorie de la gestion des projets des parties prenantes et la théorie des agences gouvernementales des parties prenantes ont toutes contribué au fondement intellectuel de la gouvernance multipartite. L'histoire et la théorie de la gouvernance multipartite s'écartent toutefois de ces modèles de quatre manières essentielles. Les premières théories décrivent comment une institution centrale (que ce soit une entreprise, un projet ou une agence gouvernementale) doit s'engager plus formellement avec des institutions connexes (qu'il s'agisse d'autres organisations, institutions ou communautés). Dans la gouvernance multipartite, l'élément central de l'entreprise multipartite est un point d'intérêt public (par exemple la protection du climat, la gestion d'Internet ou l'utilisation des ressources naturelles), et non une organisation préexistante. Deuxièmement, ces premières théories visaient à renforcer une institution préexistante. Dans la gouvernance multipartite, les groupes multipartites peuvent renforcer les institutions associées, mais ils peuvent aussi marginaliser les institutions ou les fonctions des organes de gouvernance existants (par exemple, les autorités gouvernementales de régulation, le système des Nations unies). Comme les premières théories antérieures portaient sur l'amélioration du fonctionnement des entreprises et de la gestion des projets, elles n'avaient pas besoin d'aborder les conséquences de la prise de décisions multipartite sur la gouvernance publique. De plus, elles ne fournissent que peu ou pas d'indications aux groupes multipartites autonomes sur leur règlement de gouvernance interne car l'institution préexistante avait son propre système de prise de décision.  
La gouvernance multipartite étant un système de gouvernance en pleine évolution, sa base théorique est, dans une grande mesure, une combinaison d'écriture théorique formelle et de théorie dérivée de la pratique. La rédaction théorique la plus complète et les propositions pratiques les plus détaillées sont celles de la Global Redesign Initiative (GRI) du Forum économique mondial. 

### Contribution de la Global Redesign Initiative (GRI) du Forum économique mondial.
Le rapport de 600 pages intitulé « Everybody's Business : Renforcer la coopération internationale dans un monde plus interdépendant » est une proposition complète visant à repenser la gouvernance mondiale. Le rapport cherche à modifier fondamentalement le système de gouvernance mondiale construit depuis la Seconde Guerre mondiale. Il est composé d'une série de documents politiques généraux sur la gouvernance multipartite rédigés par les dirigeants du Forum économique mondial et propose un large éventail d'options politiques spécifiques à chaque thème. Ces recommandations de programmes politiques et thématiques ont été conçues pour montrer la capacité de la nouvelle structure de gouvernance à répondre à toute une série de crises mondiales. Ces domaines politiques mondiaux comprennent les flux d'investissement, les systèmes éducatifs, le risque financier systémique, la philanthropie et l'investissement social, les multinationales émergentes, les États fragiles, l'entrepreneuriat social, la sécurité énergétique, la coopération internationale en matière de sécurité, les mines et les métaux, l'avenir des gouvernements, la gouvernance des océans et les valeurs éthiques. La proposition du Forum économique mondial se distingue par le fait qu'elle a été élaborée grâce à la coopération de plus de 750 experts issus des milieux d'affaires internationaux, des gouvernements et des universitaires, qui ont travaillé dans le cadre de soixante groupes de travail spécifiques pendant un an et demi. 
Le Forum économique mondial réunit depuis cinquante ans les principaux acteurs de la politique, de l'économie, de la culture, de la société civile, de la religion et d'autres communautés pour discuter de l'avenir des affaires internationales. Comme l'ont fait remarquer les trois coprésidents dans leur introduction au rapport de la GRI : « Le temps est venu d'adopter un nouveau paradigme de la gouvernance internationale des parties prenantes, analogue à celui de la théorie de la gouvernance des entreprises sur laquelle le Forum économique mondial a été lui-même fondé ». 
Ce processus d'écrits théoriques explicites combinés à des théories tirées de la pratique a également été appliqué dans le système des Nations unies, dans des commissions mondiales indépendantes et autonomes, dans des débats sur la gouvernance d'Internet et dans des organismes privés non étatiques dont la mission est de définir des normes éthiques et environnementales. 

### Contributions des organismes intergouvernementaux dans le système des Nations Unies
On considère généralement que l'effort des Nations unies pour définir la gouvernance multipartite a commencé avec la Conférence mondiale sur l'environnement et le développement de 1992 (plus connue sous le nom de Conférence de Rio). Les gouvernements y ont créé neuf grands groupes non étatiques qui pouvaient faire partie du processus intergouvernemental officiel. Dix ans plus tard, à Johannesburg, la conférence de suivi a créé un nouveau processus de mise en œuvre multipartite appelé officiellement « résultats de la conférence de type II », dans lequel les sociétés transnationales, les ONG et les gouvernements se sont engagés à travailler ensemble pour mettre en œuvre une section spécifique du rapport de la conférence . 
Une série de résolutions de l'Assemblée générale sur les « partenariats » a été adoptée séparément par les gouvernements pour définir la gouvernance multipartite. Dans la première résolution (2002), le document attirait « l'attention des États membres sur les initiatives multipartites, en particulier l'initiative du Secrétaire général relative au Pacte mondial, l'Alliance mondiale pour les vaccins et les vaccinations, le processus de dialogue multipartite de la Commission du développement durable et le Groupe d'étude sur les technologies de l'information et des communications » . Au cours des 17 années suivantes, les gouvernements ont continué à faire évoluer leur définition de la gouvernance multipartite en adoptant huit autres résolutions connexes. 
Dans la dernière résolution sur le partenariat (2019), les gouvernements ont identifié un certain nombre de principes qui devraient définir un partenariat multipartite. Les gouvernements « soulignent que les principes et les approches qui régissent ces partenariats et ces accords devraient être basés sur le fondement solide des buts et des principes des Nations unies, tels qu'ils sont énoncés dans la Charte... (Un partenariat devrait avoir) un objectif commun, être transparent, ne conférer aucun avantage injuste à un partenaire des Nations Unies, être mutuellement avantageux et respectueux, être responsable, respecter les modalités des Nations Unies, s'efforcer d'assurer une représentation équilibrée des partenaires concernés des pays développés, des pays en développement et des pays à économie en transition, et ne pas compromettre l'indépendance et la neutralité du système des Nations Unies en général et des institutions en particulier ». 
Dans la même résolution, le gouvernement a défini plus précisément « l'objectif commun » et les « avantages et respect mutuels » comme des partenariats volontaires et comme « des relations de collaboration entre diverses parties, tant publiques que non publiques, dans lesquelles tous les participants conviennent de travailler ensemble pour atteindre un objectif commun ou entreprendre une tâche spécifique et, comme convenu mutuellement, de partager les risques et les responsabilités, les ressources et les avantages » . 

### Contributions des organisations de la société civile impliquées dans le système des Nations Unies
Les organisations de la société civile ont mené une série d'échanges parallèles mais distincts sur la théorie et la pratique de la gouvernance multipartite. Deux éléments de la définition de la gouvernance multipartite qui ne sont pas au centre du débat intergouvernemental étaient (1) le lien entre la démocratie et la gouvernance multipartite et (2) l'évaluation de l'efficience et de l'efficacité des projets multipartites. 
Un des fondateurs du Forum des parties prenantes, affirme que « l'implication des parties prenantes dans le processus de prise de décision les rend plus susceptibles de s'associer entre elles et avec les gouvernements à tous les niveaux pour contribuer à la réalisation des engagements associés aux accords [adoptés au niveau intergouvernemental] ». Dans cette perspective, l'évolution de la gouvernance multipartite marque une transformation positive de la démocratie représentative en une démocratie participative fondée sur les parties prenantes. 
Le rapport du Transnational Institute (TNI) d'Amsterdam sur le multipartenariat adopte une perspective différente. Il considère que la démocratie est gravement menacée par la gouvernance multipartite. Le TNI considère que l'absence d'un processus public légitime de sélection des « parties prenantes », le déséquilibre de pouvoir inhérent entre les catégories de « parties prenantes », en particulier les sociétés transnationales et les groupes communautaires, et l'intrusion des intérêts commerciaux dans le processus décisionnel international officiel vont à l'encontre du développement d'un système démocratique représentatif à l'échelle mondiale. Gleckman, membre associé du TNI et un des responsables de la recherche au Center for Governance and Sustainability, UMass-Boston, avance d'autres arguments quant au caractère intrinsèquement antidémocratique de la gouvernance multipartite.

### Contributions des commissions internationales
La Commission sur la gouvernance mondiale de 1991-1994 , le processus d'Helsinki sur la mondialisation et la démocratie de 2003-2007 . et la Commission mondiale des barrages de 1998-2001 ont chacune abordé l'évolution du concept de multipartenariat en tant que force dans la gouvernance mondiale.  
Par exemple, la Commission mondiale des barrages (CMB) a été créée en 1998 en tant qu'organisme mondial multipartite par la Banque mondiale et l'Union internationale pour la conservation de la nature (UICN) en réponse à l'opposition croissante aux projets de grands barrages. Les douze membres de la Commission venaient d'horizons divers et représentaient un large éventail d'intérêts dans le domaine des grands barrages - notamment des gouvernements et des organisations non gouvernementales (ONG), des exploitants de barrages et des mouvements populaires de base, des entreprises et des universitaires, des associations sectorielles et des consultants. 
Dans le rapport final de la CMB, son président, le professeur Kader Asmal, a décrit les points de vue des commissaires sur la gouvernance multipartite: « Nous sommes une Commission qui a pour rôle de guérir les blessures profondes et auto-infligées qui sont béantes chaque fois que trop peu de gens déterminent pour beaucoup trop de gens la meilleure façon de développer ou d'utiliser les ressources en eau et en énergie où que ce soit. C'est souvent la nature du pouvoir et la motivation de ceux qui le remettent en question. Plus récemment, les gouvernements, l'industrie et les organismes d'aide ont été mis au défi, dans le monde entier, de décider du destin de millions de personnes sans tenir compte des pauvres, ni même de la majorité populaire des pays qu'ils croient aider. Pour conférer une légitimité à de telles décisions historiques, le véritable développement doit être centré sur les personnes, tout en respectant le rôle de l'État en tant que médiateur, et souvent représentant, de leurs intérêts... nous n'approuvons pas la mondialisation telle qu'elle est dirigée d'en haut par quelques hommes. Nous approuvons la mondialisation telle qu'elle est menée par la base par tous, une nouvelle approche de la politique mondiale de l'eau et du développement ». 
Les contributions des principaux acteurs de la gouvernance de l'internet
Le rôle des processus multipartites dans la gouvernance de l'internet a dominé le Sommet mondial sur la société de l'information (SMSI) de 2003-2005. Cependant, le sommet n'a pas réussi à aborder la question de la fracture numérique de manière satisfaisante pour les pays en développement.     
Le résultat final du sommet, l'Agenda de Tunis (2005), a consacré un type particulier de modèle multipartite pour la gouvernance d'Internet, dans lequel, à l'instigation des États-Unis, la fonction clé d'administration et de gestion du nommage et de l'adressage a été déléguée au secteur privé (l'Internet Corporation for Assigned Names and Numbers, ICANN) . 
Cette politique américaine consistant à utiliser les processus multipartites en vigueur pour favoriser la privatisation de fonctions qui étaient traditionnellement assurées par des agences gouvernementales a été bien expliqué dans une déclaration de Julie Napier Zoller, haut fonctionnaire du Bureau des affaires économiques et commerciales du département d'État américain, en 2015. Elle a affirmé que « chaque réunion enrichie par une participation multipartite sert d'exemple et de précédent qui ouvre la voie à une participation multipartite dans les réunions et forums à venir » . 

## Définition d'une «partie prenante» pour une gouvernance multipartite
Il existe des définitions généralement admises de l'expression « partie prenante » dans la théorie de la gestion et des processus généralement admis pour la sélection des « parties prenantes » dans la théorie de la gestion de projet. Cependant, il n'existe pas de définition communément admise de la notion de « partie prenante » ni de processus généralement reconnu pour désigner les « parties prenantes » dans la gouvernance multipartite. Dans une démocratie, il n'existe qu'une seule catégorie élémentaire pour la prise de décision publique, le « citoyen ». Contrairement au concept de « citoyen » dans la théorie de la gouvernance démocratique, le concept de « partie prenante » dans la théorie et la pratique de la gouvernance multipartite est encore instable et ambigu. 
Dans la gouvernance multipartite, il existe trois niveaux de définition de la notion de « partie prenante » : (1) la définition de la « catégorie de parties prenantes » (par exemple, les entreprises) ; (2) la définition ou la spécification pour la sélection des organisations ou des institutions au sein d'une « catégorie de parties prenantes » (par exemple, les micro-entreprises ou les entreprises possédées par des femmes) ; et (3) la définition ou la spécification pour la sélection d'une personne individuelle pour représenter une organisation ou une institution désignée au sein d'une catégorie de parties prenantes (par exemple, le PDG, le responsable des affaires extérieures ou un membre du personnel). Dans la pratique, il n'est pas rare que les fondateurs d'un groupe multipartite sélectionnent une personne clé pour en faire partie, puis classent rétroactivement cette personne et/ou son organisation dans une catégorie dont la définition lui correspond. 

### Définitions multiples des catégories de parties prenantes au sein du système des Nations Unies
Définitions multiples des catégories de parties prenantes au sein du système des Nations unies
Lors de la conférence des Nations unies à Rio en 1992, les gouvernements ont officiellement accepté neuf grands groupes comme catégories de « parties prenantes ». Les grands groupes désignés étaient les femmes, les enfants et les jeunes, les peuples autochtones, les organisations non gouvernementales, les autorités locales, les travailleurs et les syndicats, le commerce et l'industrie, la communauté scientifique et technologique, et les agriculteurs. Deux décennies plus tard, l'importance d'un engagement efficace de ces neuf secteurs de la société a été réaffirmée par la conférence Rio+20. Toutefois, cette conférence a ajouté d'autres parties prenantes, notamment les communautés locales, les groupes de bénévoles et les fondations, les migrants et les familles, ainsi que les personnes âgées et les personnes porteuses de handicap. Par la suite, les gouvernements ont également ajouté comme parties prenantes des organisations philanthropiques privées, des entités éducatives et universitaires et d'autres acteurs actifs dans des domaines liés au développement durable. L'appellation « Grands groupes » est maintenant devenue « Grands groupes et autres parties prenantes ». 
Le système de gouvernance de l'Organisation internationale du travail (OIT) fonctionne avec seulement trois groupes d'intérêt : « les travailleurs », « les entreprises » et « le gouvernement ». Dans ce système tripartite, les travailleurs et les entreprises sont au même niveau que les gouvernements. 
Les catégories principales du Comité de la sécurité alimentaire mondiale (CSA) sont différentes : « membres », « participants » et « observateurs ». Le CSA se considère comme « la principale plateforme internationale et intergouvernementale inclusive permettant à toutes les parties prenantes de travailler ensemble pour assurer la sécurité alimentaire et la nutrition pour tous ». Sa catégorie « Participants » comprend toutefois une grande variété d'acteurs sociaux : (a) les agences et organes des Nations unies, (b) la société civile, les organisations non gouvernementales et leurs réseaux, (c) les systèmes internationaux de recherche agricole, (d) les institutions financières internationales et régionales et (e) les représentants des associations du secteur privé et (f) les fondations philanthropiques privées. 

### Définitions multiples des catégories de parties prenantes en dehors du système des Nations Unies (quelques exemples)
Contrairement aux définitions multiples au sein du système des Nations unies, les définitions des catégories de parties prenantes pour les groupes autonomes multipartites sont généralement des versions des définitions « fondées sur les intérêts ». L'ISO définit une personne ou un groupe de parties prenantes « comme ayant un intérêt dans toute décision ou activité d'une organisation » (ISO 26000). Hemmati, cofondateur de l'Institut MSP, une organisation de soutien multipartite, définit les parties prenantes comme « ceux qui ont un intérêt dans une décision particulière, soit en tant qu'individus soit en tant que représentants d'un groupe ». Cela comprend les personnes qui influencent une décision ou qui peuvent l'influencer, ainsi que celles qui sont touchées par cette décision . L'association professionnelle des organismes internationaux de normalisation environnementale et sociale, ISEAL, définit les groupes de parties prenantes comme étant ceux « qui sont susceptibles d'avoir un intérêt dans la norme ou qui sont susceptibles d'être affectés par sa mise en œuvre, et leur fournit des mécanismes de participation qui sont appropriés et accessibles » . 

### Définitions multiples utilisées pour sélectionner les organisations au sein des différentes catégories de parties prenantes
Il n'existe pas non plus de définition ou de processus de sélection cohérent pour définir la ou les organisations individuelles qui peuvent « représenter » une catégorie donnée de parties prenantes dans un groupe multipartite donné. Par exemple, la catégorie « gouvernement » peut comprendre des bureaux gouvernementaux aux niveaux national, régional, du comté/de la province et de la municipalité, des organisations intergouvernementales régionales (par exemple, la Commission européenne, l'Organisation des États américains), des secrétariats intergouvernementaux (par exemple, la FAO, l'OMS) ou inclure des membres de parlements, des organismes de réglementation, des experts techniques de certains ministères et tribunaux. La catégorie « société civile » peut également comprendre des organisations non gouvernementales aux niveaux international, régional et national, des mouvements sociaux, des organismes religieux, des associations professionnelles, des organisations de développement, des groupes humanitaires ou des ONG environnementales. La catégorie des parties prenantes « entreprises » peut comprendre des sociétés multinationales, des entreprises nationales de taille moyenne, des petites entreprises et des micro-entreprises locales, des associations d'entreprises d'un secteur au niveau international, national ou local, des entreprises de pays en développement, des entreprises appartenant à des minorités, des entreprises appartenant à des femmes ou des entreprises mondiales « vertes ». Lorsque les « universitaires » constituent une catégorie de parties prenantes, les membres de la catégorie peuvent être des spécialistes des sciences sociales, des physiciens, des philosophes, des experts environnementaux, des professeurs de religion, des juristes, des administrateurs d'université ou une association professionnelle affiliée à des travaux universitaires. 

### Variété de définitions et de procédures pour sélectionner les personnes qui «représenteront» leur organisation de parties prenantes désignée dans une catégorie donnée
Chaque organisation désignée pour « représenter » une catégorie de parties prenantes peut utiliser sa propre méthode pour sélectionner une personne qui participera à un groupe de parties prenantes. 
Le fait qu'une personne d'une organisation donnée participe à la direction d'un groupe de parties prenantes ne signifie pas nécessairement que l'organisation qui la parraine (qu'il s'agisse d'une entreprise, d'une organisation de la société civile ou d'un gouvernement) est elle-même à bord. La participation d'un individu donné peut seulement signifier qu'un bureau ou un département particulier a choisi de travailler avec ce groupe multipartite. La personne concernée peut avoir reçu l'autorisation de travailler en liaison avec un groupe multipartite donné, à condition d'être autorisée à y participer à titre personnel ou professionnel, ou avoir été officiellement désignée pour représenter une organisation spécifique. 
Cette ambiguïté entre l'engagement de l'institution dans son ensemble et la participation d'un représentant d'un bureau ou d'une agence spécifique peut affecter un certain nombre de rôles différents à l'intérieur et à l'extérieur du groupe multipartite. Le groupe multipartite pourrait bien apprécier de pouvoir affirmer publiquement que tels gouvernements ou telles sociétés transnationales font partie du groupe multipartite afin d'obtenir une plus grande reconnaissance politico-économique. En interne, les autres participants peuvent penser que les capacités institutionnelles et les ressources financières de l'organisation mère peuvent être disponibles pour atteindre les objectifs du groupe multipartite. 

### Des questions de gouvernance uniques dans l'utilisation du terme «partie prenante»
Il n'y a pas d'effort international en cours pour normaliser le concept fondamental de gouvernance multipartite de « parties prenantes », ni aucun effort international pour normaliser la procédure de désignation d'une organisation ou d'un individu dans une catégorie donnée de parties prenantes. 
Contrairement à l'utilisation du terme « partie prenante » dans la théorie de la gestion et la théorie de la gestion de projet, il existe un certain nombre de facteurs démographiques, politiques et sociaux qui peuvent avoir un impact sur l'utilisation du concept de « partie prenante » dans la gouvernance. Parmi les problèmes identifiés figurent (a) la difficulté d'équilibrer la représentation des sexes, des classes, des ethnies et des zones géographiques dans un groupe multipartite donné ; (b) les conflits d'intérêts potentiels entre les parties prenantes « commerciales » et leurs marchés commerciaux ; (c) le pouvoir asymétrique des différentes catégories de parties prenantes et des différentes organisations représentant les catégories de parties prenantes au sein d'un groupe multipartite ; et (d) l'absence de structure de révision ou de mécanisme judiciaire permettant de faire appel de la sélection des catégories de parties prenantes, des organisations de parties prenantes au sein d'une catégorie ou de la sélection de la personne représentant une organisation de parties prenantes. 

## Types de groupes de gouvernance multipartites
Des dispositifs de gouvernance multipartites sont utilisés - ou leur utilisation est proposée - pour répondre à un large éventail de défis mondiaux, régionaux et nationaux. Ces défis de gouvernance, qui ont souvent un impact politique, économique ou sécuritaire important, peuvent être classés comme suit : (1) ceux qui impliquent la formulation de politiques publiques avec une participation gouvernementale minimale ou marginale ; (2) ceux qui impliquent la définition de normes de gouvernance du marché qui étaient auparavant une fonction de l'État ; et (3) ceux qui impliquent la mise en œuvre de projets à grande échelle, souvent de grands projets d'infrastructure, avec la participation du gouvernement. 

### Groupes de gouvernance multipartites travaillant sur les politiques
Les groupes de gouvernance multipartites travaillant sur les politiques sont utilisés pour traiter les questions de politique internationale. Ces groupes ont tendance à être constitués lorsque les acteurs mondiaux estiment qu'une intervention politique est nécessaire, mais que les gouvernements ou les organisations intergouvernementales ne veulent pas ou ne peuvent pas résoudre un problème politique. La plupart des groupes de gouvernance multipartites se réunissent indépendamment des organisations multilatérales, tandis que certains peuvent inclure le système multilatéral pour bénéficier de leur approbation ou de leur soutien . 
Exemples de groupes de gouvernance multipartites travaillant sur les politiques : 
- World Economic Forum's Global Future Councils [27]
- Commission mondiale des barrages
- Système de certification du processus de Kimberley
- Réseau politique renouvelable pour le 21e siècle
- Partenariat mondial pour les océans

### Groupes multipartites travaillant sur les produits, les finances et les processus
Les groupes multipartites travaillant sur les produits, les finances et les processus sont des organisations qui fixent des normes pour les produits et les processus commercialisés au niveau international et/ou fournissent un financement avec un conseil multipartite. 
Pour les produits, l'objectif est de faciliter les produits éthiques, environnementaux et favorables au développement qui sont souhaités par les consommateurs et assurent des bénéfices aux producteurs, aux fabricants et aux détaillants. 
Les processus font référence à des technologies nouvelles, qui évoluent rapidement, complexes et à fort impact sur le marché international, qui ne sont pas soumises à des normes nationales ou à une surveillance réglementaire. Les groupes multipartites déterminent la manière dont les processus peuvent fonctionner au mieux au niveau international entre des intérêts commerciaux concurrents. Ces groupes collaborent avec des organisations de la société civile œuvrant pour la justice sociale, des organismes universitaires et gouvernementaux dans le but de résoudre les conflits et de planifier la voie à suivre. 
Contrairement aux organisations philanthropiques traditionnelles, les groupes multipartites axés sur la finance fonctionnent avec un organe directeur qui désigne explicitement des personnes pour « représenter » les points de vue de catégories spécifiques de parties prenantes. 
Exemples de groupes multipartites travaillant sur les produits : 
- Aquaculture Stewardship Council(ASC)
- Better Cotton Initiative (BCI)
- Forest Stewardship Council (FSC)
- Global Coffee Plateform (GCP) (GCP)
- GoodWeave
- Marine Stewardship Council (MSC)
- Roundtable on Sustainable Biomaterials (RSB) (RSB)
- Roundtable on Sustainable Palm Oil (RSPO)
- Initiative for Responsible Mining Assurance

Exemples de groupes multipartites travaillant sur les processus : 
- Internet Corporation for Assigned Names and Numbers
- Fairtrade International (FLO)
- FramingNano Project
- Global Partnership for Business and Biodiversity
- Carnegie Climate Geoengineering Governance Initiative
- Forum sur la gouvernance de l'Internet (IGF)

Exemples de groupes multipartites travaillant sur la finance : 
- GAVI, The Vaccine Alliance
- CGIAR (anciennement Groupe consultatif pour la recherche agricole internationale)

### Groupes multipartites travaillant sur des projets
Les groupes multipartites travaillant sur des projets se chargent de travaux mondiaux ou nationaux que les gouvernements ou le système multilatéral ne sont pas en mesure d'accomplir. Les groupes mondiaux travaillant sur des projets conçoivent ??? des objectifs de gouvernance mis en œuvre par le système multilatéral. Les groupes nationaux travaillant sur des projets répondent à un besoin public que le gouvernement intéressé n'est pas en mesure de satisfaire. Ils peuvent opérer au niveau local, étatique ou national. Les groupes multipartites travaillant sur des projets sont souvent appelés partenariats public-privé (PPP). 
Exemples de groupes travaillant sur des projets mondiaux : 
- Alliance for Water Stewardship
- Roll Back Malaria
- Accord on Fire and Building Safety in Bangladesh
- Global Alliance for Improved Nutrition
- The Global Polio Eradication Initiative
- Le Fonds mondial de lutte contre le sida, la tuberculose et le paludisme
- Énergie durable pour tous (SE4All)

Exemples de domaines dans lesquels les groupes travaillant sur des projets nationaux peuvent agir : 
- Zones récréatives
- Infrastructures de transport
- Infrastructure de l'Internet à haute vitesse
- Approvisionnement en eau potable des municipalités

## Relation des groupes multipartites avec

### Système multilatéral
Différentes parties du système multilatéral sont impliquées de différentes manières dans les trois types de groupes multipartites. Il s'agit notamment des organismes multipartites qui sont sollicités par un organe intergouvernemental (par exemple, l'objectif 17 des ODD) ; des organismes multipartites organisés par le secrétariat du système des Nations unies lui-même et dépendant juridiquement de celui-ci (par exemple le  Pacte mondial) ; les organismes multipartites qui proposent de soutenir financièrement certains objectifs et projets des Nations unies ; les organisations de développement de projets affiliées aux Nations unies qui considèrent la mise en œuvre multipartite comme plus efficace et plus efficiente que la mise en œuvre par les États ou le système des Nations unies ; les organismes multipartites non parrainés par les Nations unies qui s'alignent officiellement sur le système des Nations unies (par exemple, le Partenariat stratégique avec le WEF ) et les organismes multipartites non parrainés par les Nations unies où le personnel du système des Nations unies est autorisé à servir à titre personnel et professionnel. 
D'autre part, certains organismes multipartites sont intentionnellement indépendants du système des Nations unies. Cette forme de désengagement du système des Nations unies a été formulée par la Global Redesign Initiative comme « des coalitions plurilatérales, souvent multipartites, de personnes désireuses et capables » de travailler en dehors du cadre intergouvernemental . Des exemples de cette pratique sont les organismes multipartites qui cherchent explicitement à s'affranchir des réglementations étatiques juridiquement contraignantes et de la législation non contraignante du système intergouvernemental (par exemple, la gouvernance de l'internet) ; les organismes multipartites de normalisation, qui perçoivent que le système des Nations unies n'a pas répondu à leurs préoccupations et choisissent par conséquent de fonctionner sans l'engagement du système des Nations unies  ; et les sources de financement internationales multipartites qui choisissent d'être indépendantes du processus intergouvernemental concerné (par exemple, GAVI). 
Enfin, certains organismes multipartites souhaitent se désengager du système des Nations unies dans leurs activités quotidiennes, mais cherchent à obtenir l'approbation intergouvernementale des Nations unies pour les résultats des accords autonomes (par exemple, le Système de certification du processus de Kimberley). 
i. Points de vue des institutions multilatérales sur les processus multipartites et la gouvernance
En tant que système de gouvernance mondiale en évolution, différentes parties du système des Nations unies décrivent l'importance du multipartisme de différentes manières. Par exemple, la Banque mondiale note que des initiatives multipartites réunissent le gouvernement, la société civile et le secteur privé pour relever des défis de développement complexes qu'aucune partie à elle seule n'a la capacité, les ressources et le savoir-faire pour le faire plus efficacement  ; la Banque asiatique de développement affirme que les groupes multipartites permettent aux communautés d'exprimer leurs besoins, contribuent à façonner les processus de changement et mobilisent un large soutien pour des réformes difficiles  ; le Pacte mondial estime qu'en réunissant des entreprises engagées avec des experts et des parties prenantes concernés, l'ONU peut fournir un espace de collaboration pour générer et mettre en œuvre des pratiques avancées de développement durable des entreprises et inspirer l'adoption généralisée de solutions de développement durable parmi les entreprises du monde entier  ; et l’objectif de partenariat des ODD (objectif 17) vise à utiliser des partenariats multipartites pour mobiliser et partager les connaissances, l’expertise, la technologie et les ressources financières pour mettre en œuvre le programme des ODD  . 
En tant que système de gouvernance mondiale en constante évolution, différentes parties du système des Nations unies décrivent l'importance du processus multipartite de différentes manières. Par exemple, la Banque mondiale note que les initiatives multipartites rassemblent le gouvernement, la société civile et le secteur privé pour relever des défis complexes en matière de développement et qu'aucune partie n'a, à elle seule, la capacité, ni les ressources ni le savoir-faire nécessaires pour agir plus efficacement ; la Banque asiatique de développement affirme que les groupes multipartites permettent aux communautés d'exprimer leurs besoins, de contribuer à façonner les processus de changement et de mobiliser un large soutien en faveur de réformes difficiles  ; le Pacte mondial estime qu'en réunissant des entreprises engagées avec des experts et des parties prenantes, les Nations unies peuvent fournir un espace de collaboration pour générer et mettre en œuvre des pratiques avancées de durabilité des entreprises et inspirer une large adoption des solutions de durabilité parmi les entreprises du monde entier  ; et l'objectif de partenariat des ODD (objectif 17) cherche à utiliser les partenariats multipartites pour mobiliser et partager les connaissances, l'expertise, la technologie et les ressources financières pour mettre en œuvre le programme SDG . 
ii. Préoccupations en matière de politique publique soulevées à propos de l'engagement multipartite envers le système multilatéral
Certains gouvernements, des organisations de la société civile et des médias internationaux ont contesté la légitimité et la pertinence d'un engagement multipartite envers le multilatéralisme et ont exprimé des inquiétudes quant à l'intégrité et la légitimité des Nations unies, mises en danger par le processus multipartite. Ils ont contesté un accord de partenariat stratégique entre le bureau du secrétaire général des Nations unies et le Forum économique mondial, l'accueil prévu de conférences internationales qui contourne le processus préparatoire intergouvernemental traditionnel pour une conférence centrée sur l'engagement multipartite avec le secrétariat du système des Nations unies (le sommet mondial de l'alimentation proposé par la Conférence mondiale de l'alimentation) ; le passage d'un développement ascendant à un développement descendant dirigé par les multiples parties prenantes  ; l'offre de personnel gratuit du Forum économique mondial au directeur exécutif d'un organe de traité du système des Nations unies; et le processus des grands organes internationaux multipartites qui fixent des objectifs politiques mondiaux grâce à leur philanthropie . 

### Sociétés transnationales et organisations liées à l'industrie
La plupart des sociétés transnationales (STN) et des organisations liées aux entreprises ne sont pas impliquées dans des groupes multipartites. Cependant, le secteur des affaires et les grandes STN sont trop souvent considérés comme des participants essentiels à toute entreprise multipartite. 
Certaines de ces entreprises voient les avantages à long terme des groupes multipartites. Certaines d'entre elles préfèrent les organes de gouvernance multipartites à la surveillance de l'État ou à la législation non contraignante élaborée au niveau intergouvernemental . Pour les entreprises des secteurs à profil négatif élevé, les organismes multipartites peuvent être des instruments utiles pour identifier des solutions à des difficultés complexes ou pour rétablir la solvabilité publique de leur entreprise ou de leur secteur . Pour d'autres entreprises, les groupes multipartites offrent une entrée institutionnelle dans les structures de gouvernance mondiale  ou un arrangement institutionnel en dehors du système des Nations unies pour orienter la définition des politiques et des programmes internationaux (par exemple, les conseils « Shaping the Future » du Forum économique mondial) . 
Pour d'autres entreprises, les avantages sont plus à court terme. Les avantages à court terme comprennent le fait de travailler à la définition des spécifications techniques pour un marché international de niche, de créer l'acceptabilité et les attentes du public pour de nouveaux marchés et de gérer la perception de leur entreprise par le public. 
Cependant, la majorité des STN qui adoptent cette approche choisissent de participer à des partenariats public-privé (PPP) travaillant sur des projets aux niveaux national et international. Ces STN et les entreprises nationales qui leur sont liées peuvent utiliser le PPP pour remédier à la fois à l'incapacité de l'État à répondre à un besoin socio-économique et environnemental donné et pour obtenir l'approbation de l'État pour la privatisation d'un secteur ou d'une région donnée d'une économie. 
Ces changements de rôle du secteur des entreprises modifient les distinctions de longue date entre les secteurs public et privé et, de ce fait, ont des implications pour la prise de décision démocratique au niveau mondial et national. 

### Organisations de la société civile / ONG / mouvements sociaux
L'un des moteurs de la création d'organisations de la a société civile(OSC), d'organisations non gouvernementales ou de mouvements sociaux est la volonté d'être autonome par rapport aux gouvernements et aux intérêts commerciaux. Avec l'avènement de la gouvernance multipartite, certaines institutions ont délibérément abandonné cette position d'autonomie pour poursuivre des objectifs institutionnels spécifiques ; d'autres ont rejoint des groupes multipartites, notamment des PPP, par crainte d'être coupées de décisions cruciales, tandis que la majorité de ces organisations restent autonomes par rapport aux gouvernements et aux intérêts commerciaux et n'ont aucun lien avec des groupes multipartites. 
Dans le premier cas, certaines OSC ont fondé des organismes internationaux de normalisation en partenariat avec des sociétés transnationales et des entreprises nationales  ; elles ont rejoint des groupes politiques multipartites de haut niveau  ; elles ont participé à des groupes multipartites convoqués pour mettre en œuvre des objectifs du système des Nations unies (par exemple, l'objectif 17 des ODD ) ; et elles ont rejoint des initiatives internationales de suivi multipartites . 
Dans le deuxième cas, les OSC qui ont été confrontées à la création d'un PPP puissant estiment que la non-participation les placerait dans une situation de grave désavantage local; d'autres OSC préféreraient qu'un gouvernement ou le système des Nations unies aborde un sujet donné et ne voit pas d'autre moyen de fixer des normes pour cette section (par ex. Plateforme mondiale du café  ). 
Dans le second cas, les OSC qui ont été confrontées à la création d'un PPP puissant estiment que la non-participation les désavantagerait fortement au niveau local ; d'autres OSC préféreraient qu'un gouvernement ou le système des Nations unies traite un sujet donné et ne voient aucun autre moyen de fixer des normes pour cette section (par exemple, Global Coffee Platform ). 
Dans le troisième cas, les OSC, les ONG et les mouvements sociaux ont pris des mesures positives pour dissuader les gouvernements, les STN et d'autres OSC, ONG et mouvements sociaux de ne pas participer à des groupes multipartites  ; certaines de ces organisations ont demandé au Secrétaire général des Nations unies de se retirer des partenariats avec des organismes multipartites . 

### Gouvernements, dont les organes de décision politique, agences de régulation et bureaux d'infrastructure
Certains gouvernements s'engagent dans les groupes multipartites pour développer des politiques publiques ou pour éviter de développer des politiques publiques. Ces gouvernements, ou plus précisément certaines parties de gouvernements, ont soutenu des groupes multipartites qui traitent de questions complexes de politique publique , ont choisi de traiter sans l'intervention du système des Nations unies de questions intergouvernementales sensibles  et de questions paramilitaires (par exemple, le Code de conduite international des entreprises de sécurité privées). 
Les gouvernements ne font pas un usage uniforme des organismes multipartites pour l'élaboration des politiques. Dans plusieurs cas, certains gouvernements utilisent les groupes multipartites comme mécanisme de politique publique. Sur cette même question de politique publique, d'autres gouvernements s'opposent à l'utilisation de ces groupes, préférant examiner une question dans le cadre d'accords multilatéraux ou bilatéraux. Les deux exemples les plus clairs sont la gouvernance d'Internet et les organismes internationaux privés de normalisation qui fonctionnent sans la participation des pays en développement (Forum on Sustainability Standars de la CNUCED). Dans le cas de la gouvernance d'Internet, les principaux acteurs privés dans ce domaine cherchent à n'avoir que peu ou pas d'engagement avec les gouvernements. 
Les gouvernements disposent tous d'institutions de réglementation pour la fixation des normes de produits. Les groupes multipartites offrent la possibilité d'avoir un arrangement alternatif qui déplace le processus de formulation et de suivi des normes vers un organisme multipartite et fait passer les normes de l'obligatoire au volontaire. Parmi les exemples de ce recours à des groupes multipartites par les gouvernements, on peut citer le choix de suivre les conseils de groupes multipartites composés d'experts plutôt que de créer des organisations gouvernementales spécialisées distinctes , l'accueil des efforts visant à ce que les normes multipartites soient fixées par les sociétés transnationales et la société civile afin d'éviter les conflits avec les sociétés transnationales et autres entreprises du pays d'origine (par exemple, Accord on Fire and Building Safety in Bangladesh) et le soutien à la fixation volontaire de normes privées pour les espaces non gouvernés et sous-gouvernés (par exemple, les océans). Nombre de ces cas représentent une privatisation indirecte des services et des biens publics. 
D'autres gouvernements ou parties de gouvernement participent activement à des partenariats public-privé basés sur des projets. Dans le cadre d'un PPP, les gouvernements acceptent d'accorder à un groupe multipartite donné la gouvernance de jure ou de facto d'une ressource naturelle (c'est-à-dire l'accès à l'eau publique) ou de la zone entourant un projet d'infrastructure. Le degré de contrôle explicitement ou implicitement transféré au PPP et la mesure dans laquelle les attentes initiales en matière d'exploitation et de prix ne sont pas satisfaites sont devenus une question de gouvernance controversée. 

### Universités et associations professionnelles
Alors que plus de 250 universitaires ont aidé le FEM à développer son initiative de refonte globale, la plupart des membres de la communauté universitaire et la plupart des associations professionnelles ne sont pas impliqués dans des groupes multipartites. Les universitaires qui sont impliqués dans des groupes multipartites ont tendance à participer à l'élaboration de politiques par des groupes multipartites ou au développement de normes internationales de produits et de processus. 
Certains experts universitaires participent à des organismes multipartites à vocation commerciale tout comme ils le feraient avec des conseils d'administration de sociétés individuelles. Toutefois, contrairement à ceux qui apportent leur expertise à une entreprise en tant que consultants ou membres du conseil d'administration, les universitaires qui siègent au conseil d'administration d'un organisme de gouvernance multipartite, en particulier ceux qui établissent des normes internationales de produits ou de processus, sont passés d'un rôle de conseiller et d'investisseur à un rôle fonctionnellement similaire à celui d'un responsable de la réglementation d'un État. 
Dans certains cas, les professeurs d'université sont recrutés par de grandes entreprises ou des gouvernements pour créer une organisation universitaire, commerciale et gouvernementale afin d'ouvrir de nouveaux marchés pour cette entreprise ou pour celles de leur secteur . Dans d'autres cas, des groupes multipartites et des universités co-organisent des événements et des projets de recherche multipartites . 